# Göschenen
Göschenen (toponimo tedesco; in italiano Casinotta, desueto, in romancio Caschanutta, desueto) è un comune svizzero di 450 abitanti del Canton Uri.

## Storia
Il comune di Göschenen è stato istituito nel 1875 per scorporo dal comune di Wassen.

## Monumenti e luoghi d'interesse

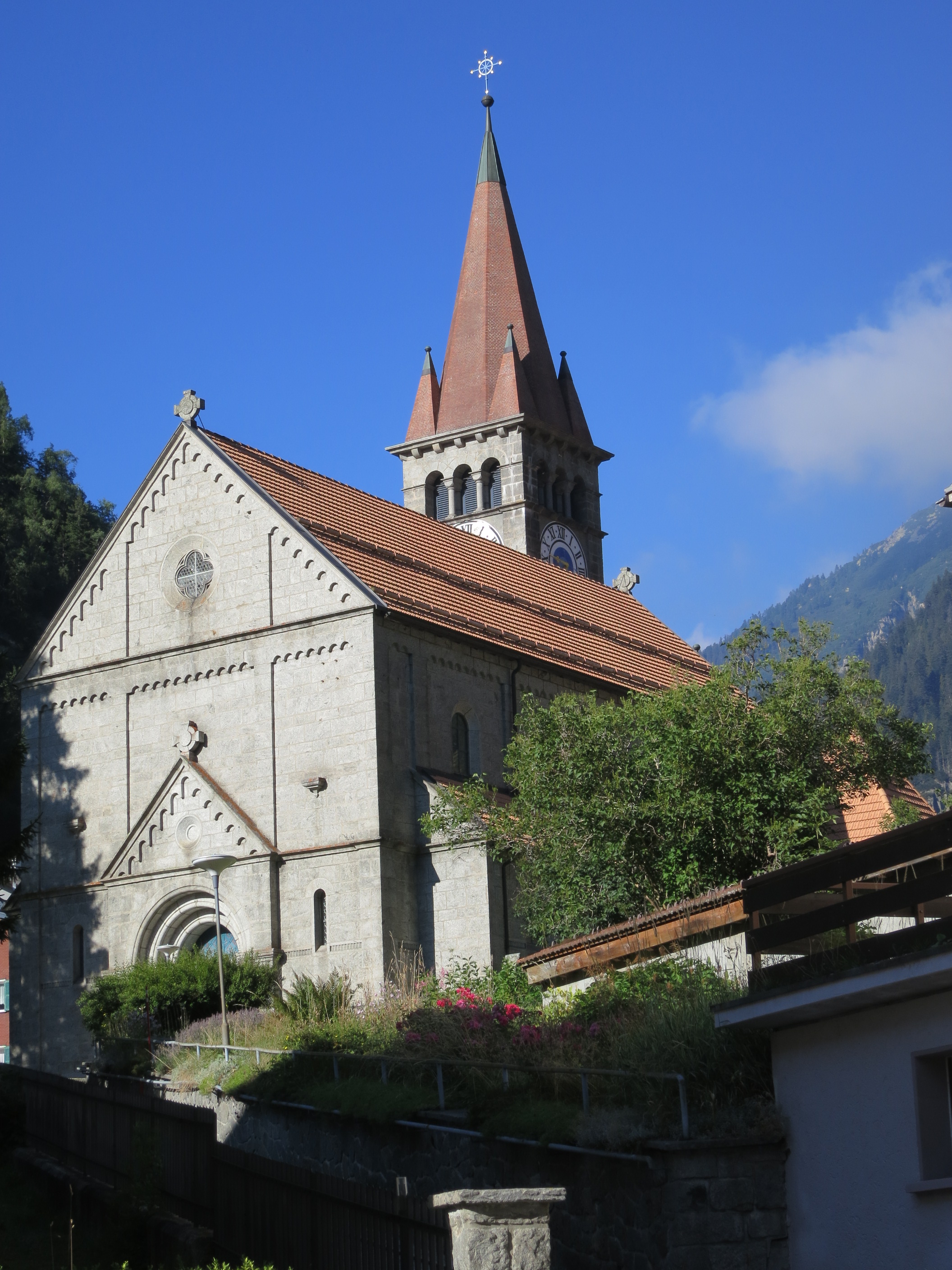
La chiesa della Beata Vergine dell'Assunzione

- Chiesa parrocchiale cattolica della Beata Vergine dell'Assunzione, eretta nel 1900[1];
- Diga di Göscheneralp;
- Diga della Göschenerreuss.

## Società

### Evoluzione demografica
L'evoluzione demografica è riportata nella seguente tabella:
Abitanti censiti

## Infrastrutture e trasporti

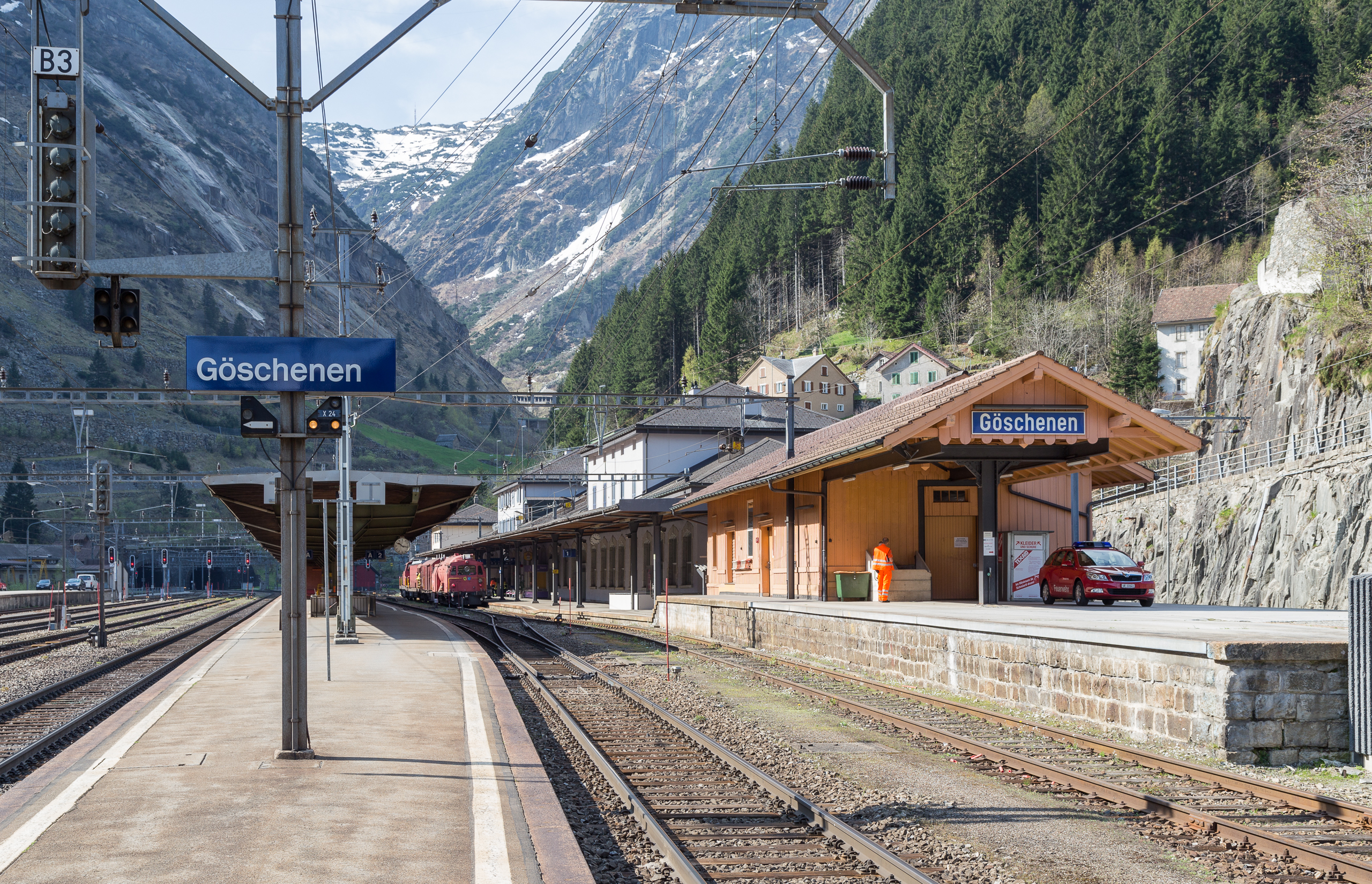
La stazione di Göschenen

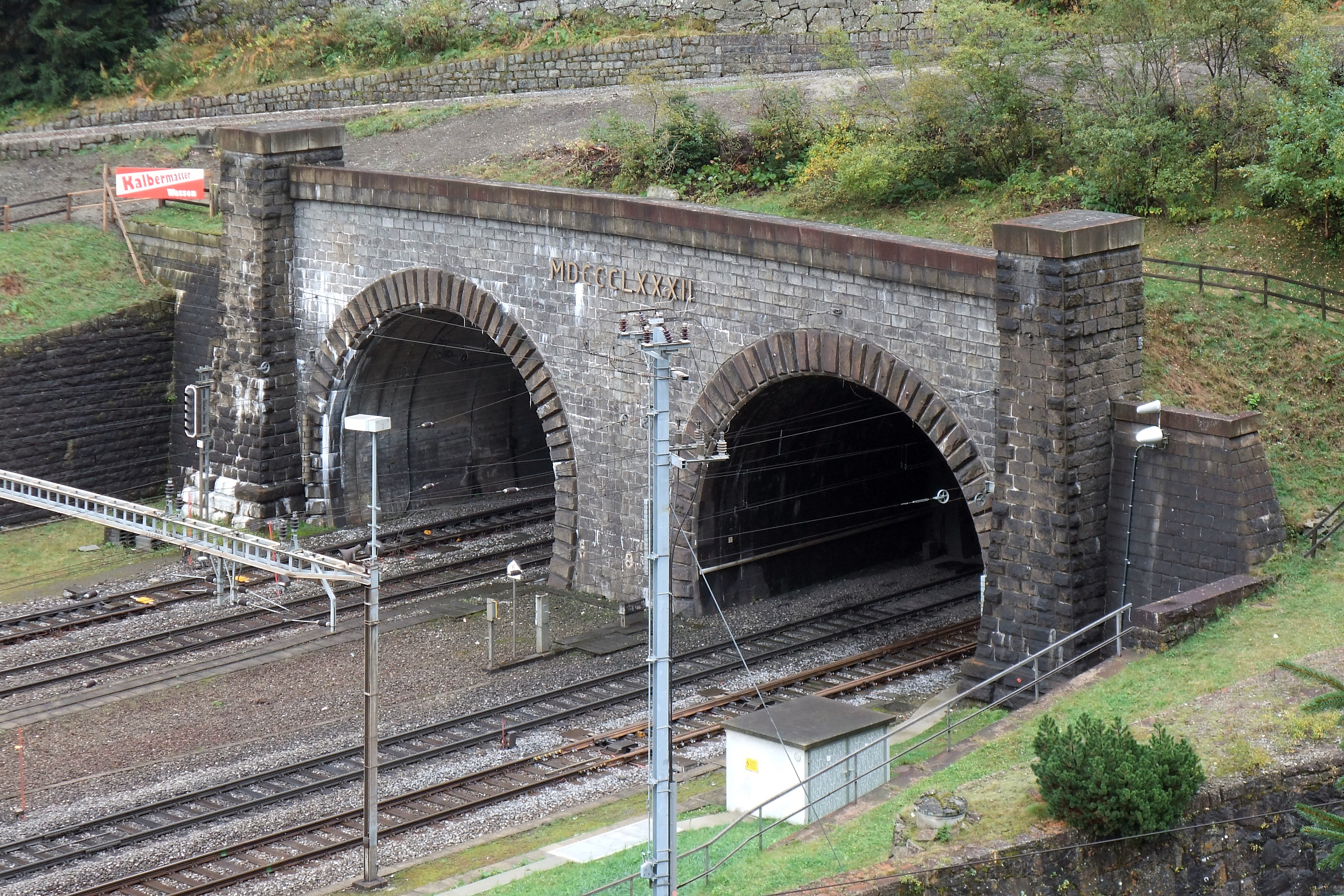
Il portale nord della galleria ferroviaria del San Gottardo

Göschenen è servito dall'omonima stazione, lungo la ferrovia del Gottardo e capolinea della ferrovia della Schöllenen. A Göschenen si trovano i portali nord della galleria ferroviaria del San Gottardo e della galleria stradale del San Gottardo.

## Amministrazione
Ogni famiglia originaria del luogo fa parte del cosiddetto comune patriziale e ha la responsabilità della manutenzione di ogni bene ricadente all'interno dei confini del comune.